# Riviera Airport

i7
i11
i13
Der Riviera Airport
(ehemals Flughafen Albenga; IATA-Code: ALL, ICAO-Code: LIMG) liegt in der Region Ligurien im Nordwesten Italiens. Er befindet sich an der italienischen Riviera, im Abschnitt zwischen Finale Ligure und Imperia, rund sieben Kilometer westlich von Albenga, auf dem Gebiet der Gemeinde Villanova d’Albenga.

## Nutzung
Der internationale Flughafen Riviera Airport dient in erster Linie der Allgemeinen Luftfahrt an der Riviera di Ponente und ist der Werksflugplatz des italienischen Flugzeugherstellers Piaggio Aerospace. Die 1,5 km lange Landebahn kann von Flugzeugen bis 60 Tonnen Startgewicht benutzt werden. Der italienische Zoll Agenzia delle Dogane ist an dem Flughafen präsent. Der Riviera Airport ist durch die Via Aurelia (SS1) und die Autobahn A10 gut an die ökonomischen und touristischen Zentren der italienischen und französischen Riviera angebunden. Monte-Carlo ist in unter einer Stunde Fahrzeit über die Autobahn zu erreichen, eine auf dem Flughafen ansässige Helikoptergesellschaft verbindet ihn mit dem Fürstentum.

## Geschichte
Im Jahr 1922 wurde in Villanova d’Albenga ein Flugfeld mit einer 900 Meter langen Graspiste eröffnet. Im Jahr 1929 richtete die Firma Piaggio hier einen Werksflugplatz ein. Im Jahr 1937 erhielt die Piste als erste in Italien einen Makadam-Belag. In den Jahren danach wurde ein Hangar gebaut, es kamen auch Kasernenanlagen hinzu. Nach der militärischen Verwendung im Zweiten Weltkrieg wurden ab 1946 die Kriegsschäden beseitigt und 1947 der Linienverkehr nach Rom aufgenommen. Der Flughafen hatte seinerzeit eine etwas größere Bedeutung, da der Flughafen von Genua erst 1962 seinen Betrieb aufnahm. Bis 1968 wurden alle Linien- und Charterflüge nach Genua verlegt und auch Piaggio zog um. In den folgenden 30 Jahren nutzte nur die Allgemeine Luftfahrt den Riviera Airport. Ab Sommer 1997 konnten wieder Flüge nach Korsika, Sardinien und Rom angeboten werden, jedoch ohne wirtschaftlichen Erfolg. Im Jahr 2014 kehrte Piaggio Aerospace von Genua nach Albenga zurück. Im Jahr 2015 entschlossen sich die öffentlichen Betreiber, den Flughafen zu privatisieren und zu verkaufen. Der neue Eigentümer plant, den Flughafen komplett zu modernisieren und ausschließlich als Service- und Heimatflughafen für Privat- und Businessjets nutzbar zu machen.